# Beverly Boulevard
Beverly Boulevard est l'un des principaux axes est-ouest de Los Angeles. Il commence sur le Santa Monica Boulevard à Beverly Hills et se termine à Lucas Avenue près du centre-ville de Los Angeles. Il est connu pour sa portion passant à West Hollywood.

## Éducation
Le lycée Belmont High School est situé sur Beverly Boulevard et Belmont Avenue.

## Divertissements et médias
- Le New Beverly Cinema, appartenant à Quentin Tarantino est situé au numéro 7195.
- Le studio de tournage CBS Television City est situé au 7800.